# Горный Гигант (микрорайон)
Горный Гигант - микрорайон в Медеуском районе города Алма-Ата, Казахстан. Находится ближе к горам Заилийского Алатау.

## Расположение
Нижняя часть микрорайона находится у проспекта Аль Фараби. Горный Гигант лежит на восточном берегу реки Есентай.

## История
Изначально «Горным Гигантом» назывался созданный в начале 1930-х годов садоводческий колхоз с центральной усадьбой на Каменском Плато.
На рубеже 40–50-х годов в колхозе была основана новая центральная усадьба — уже не в горах, а на равнине — это и был посёлок Горный Гигант на южной окраине Алма-Аты. Отсюда управляли не менее чем десятью бригадами садоводческого колхоза (позднее совхоза), располагавшимися не только в разных местах Каменского Плато, но и в Бутаковском ущелье, вокруг Юннатского озера (посёлок Юбилейный), в разных местах Веригиной горы (Коктобе).
В 1982 году Горный Гигант включили в городскую черту, а центральную усадьбу перевели в посёлок Коктобе.
Сейчас это целый район, расположенный выше проспекта Аль-Фараби, западнее так называемого городка МВД. С юго-востока и востока Горный Гигант обтекает река Есентай (бывш. Весновка). 

## Строения
В постсоветские времена старые дома начали заменяться новыми, делая Горный Гигант жилым районом.
В середине 2000-х годов вся нижняя часть Горного Гиганта вдоль проспекта Аль-Фараби, между улицами Фурманова и Жамакаева, попала под тотальный снос. Однако на этом огромном пустыре был построен всего лишь один комплекс из четырёх зданий, где сегодня расположены головные офисы крупных банков. За ними разбита исполинская асфальтированная парковка на более чем 500 машин.
В Горном Гиганте находится посольство Германии и филиал Назарбаев Интеллектуальной Школы. 